# Nadie nos quitará lo bailado
Nadie nos quitará lo bailado es el octavo álbum de la banda peruana Nosequien y Los Nosecuantos y el tercer recopilatorio de toda su carrera, después de Etiqueta negra.
El álbum se comvertiría en un éxito en ventas a nivel nacional, un año después de su lanzamiento en Perú, firma contrato con la disquera Sony Music Colombia, lo cual los haría vada vez más populares, el álbum incluía temas de sus dos álbumes anteriores: «Walter» y «Amorfo», el nombre de dicho álbum recopilatorio se debe gracias a que cuando estaban grabando una canción se escucha que uno de ellos dice “Nadie nos quitará lo bailado”, y como que pegó y así se quedó, dicen que no tenía mejor idea en tan poco tiempo.

## Historia
En el año 2001 sale el CD "Nadie nos quitará lo bailado" disco recopilatorio de Walter y Amorfo, éste se convierte rápidamente en un éxito en ventas en el Perú, ya que contenía temas como "Sin calzoncito", "Puerta de amor", "Ballena azul", "Sinfonía de amor", "5 Balas", "Frente al mar", entre otros. Además este disco era un CD multimedia que incluía todos los vídeos del grupo.
El álbum se convierte en un éxito en ventas en Perú llegando a venderse 22.000 copias en las 3 primeras semanas de lanzado.
En el año 2002, los Nosequien y Los Nosecuantos firman con la multinacional Sony Music de Colombia y así lanzan al grupo a los mercados de Ecuador, Colombia y Venezuela.
Entre los años 2002 y 2003 el grupo continuó con sus innumerables presentaciones recorriendo diversas ciudades del Perú, alcanzando un total de 109 conciertos tanto en el Perú como en diversas ciudades de los Estados Unidos, donde realizaron conciertos para la colonia hispana.

## DVD
El álbum incluyen los siguientes videoclips dentro de la sección "noseteca" del CD :
«Mamá no te robes mi Yamaha» , «Corrupción de un menor» , «Los patos y las patas» , 
«Yo fui lorna» , 
«Las Torres» y «Sin calzoncito»

## Lista de canciones
1. «Sin calzoncito»
2. «Varado»
3. «Sinfonía de amor»
4. «Ballena azul»
5. «Puerta del amor»
6. «Ríndete Flanigan»
7. «Sube nomás»
8. «Optimismo»
9. «Cinco balas»
10. «Operativo calzón»
11. «Cuando tú me pegas»
12. «Una vez más»
13. «Somos los de antes»
14. «Frente al mar»